# FileZilla

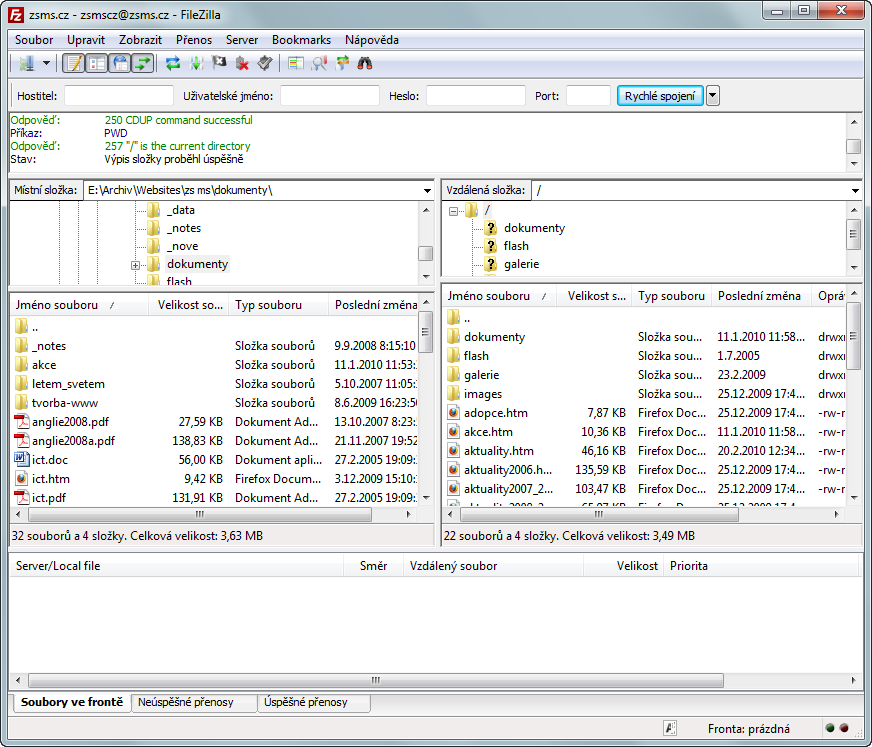
FileZilla

FileZilla Client je open source multiplatformní klient pro protokol FTP vyvíjený pod open source licencí. Jeho binární soubory jsou dostupné pro operační systémy Windows, Linux a macOS. Podporuje přenosy FTP, SFTP a FTPS (FTP přes SSL/TLS). 10. srpna 2007 se stal 12. nejpopulárnějším softwarem ke stažení na serveru SourceForge.
FileZilla Server je sesterský produkt. Je to FTP server podporovaný stejným projektem. Podporuje taktéž FTP a FTP přes SSL/TLS.
Zdrojový kód FileZilly je sdílen na webových stránkách projektu SourceForge. Server SourceForge vyhlásil projekt FileZilla projektem měsíce listopadu 2003.

## Popis
Hlavními součástmi jsou správce míst v síti, záznam zpráv, zobrazení souborů a fronta přenosů.
Správce míst umožňuje uživateli vytvořit přehledný seznam FTP serverů obsahující údaje jako jsou číslo portu, použitý protokol a přihlašovací údaje. Pro běžné přihlášení se ukládá přihlašovací jméno a nepovinně i heslo.
Záznamník zpráv je umístěn v horní části okna, zobrazuje příkazy poslané programem a odpovědi serveru. Grafické rozhraní poskytuje průzkumník umístěný pod záznamem zpráv. Uživatel může pracovat se soubory stejným způsobem jako například v průzkumníku Windows. Může prohlížet soubory a adresáře na obou stranách (server, klient) a přetahovat soubory mezi místním a vzdáleným počítačem. Fronta přenosů v dolní části okna zobrazuje stav každého aktivního přenosu souboru.
Od verze 2.2.23 používá program kódování Unicode. Z toho důvodu program již nelze spustit na systémech Windows 98/ME.

## Časové atributy souboru
FileZilla umožňuje zachování časových atributů přenesených souborů (např. datum a čas poslední změny souboru), pokud je to možné.

### Odesílané
- protokol FTP: Časové atributy souboru mohou být zachovány pouze v případě, že server podporuje příkaz MFMT.
- protokol SFTP: Atributy mohou být zachovány od verze FileZilly 3.0.8.

### Stahované
Časové atributy souboru mohou být zachovány pouze pokud cílová jednotka podporuje tyto informace a je použita novější verze FileZilly. Například na jednotkách se systémem souborů FAT32 nebo NTFS je možné zachovat původní informace, které byly na serveru.

## Historie
Projekt FileZilla založil Tim Kosse společně s dvěma spolužáky jako školní IT projekt v lednu roku 2001. Ještě předtím, než začali psát kód se dohodli, pod jakou licencí bude uvolněn. Rozhodli se pro open-source, protože již existovalo mnoho komerčních FTP klientů a nemysleli si, že by se program prodával.
Alfa verze byla uvolněna ke konci února roku 2001. Všechny podstatné součásti program obsahoval ve verzi beta 2.1.
Třetí verze FileZilly přinesla podporu pro jiné operační systémy než Windows – macOS a Linux.